# Esanpotamon
Esanpotamon is een geslacht van kreeftachtigen uit de klasse van de Malacostraca (hogere kreeftachtigen).

## Soort
- Esanpotamon namsom Naiyanetr & Ng, 1997